# كتاب الأنواء
كتاب الأنواء، هو كتاب في علم الفلك ألفه أبو حنيفة الدينوري، ولا يقصد بمعنى الأنواء في هذا الكتاب دراسة تغييرات حالات الطقس، والمناخ من حيث درجات الحرارة والرطوبة والأمطار، كما هو مفهوم في وقتنا الحاضر، بل هو فرع من فروع علم الفلك الخاصة بالنجوم.
ومؤلف الكتاب أبو حنيفة الدينوري، هو عالم مسلم وكان نحويا ولغويا، ومهندسا، وفلكيا، أخذ علمه عن العلماء البصريين والكوفيين، وكان راوية للحديث النبوي ثقة فيما يرويه، وهو من أصل كردي، ولهُ مؤلفات عديدة في علم النبات والفلك والهندسة وعلم الهيئة والجغرافية والنحو والبلاغة واللغة العربية وتفسير القرآن.
ويتضمن الكتاب البحث في مفردات لغوية شغلتها أسماء فلكية وكونية عامة، كأسماء السماء وأقسامها وأسماء الشمس والقمر، وأيام الشهر والسنة، وأسماء الصبح والليل وصفات الأيام والليالي في الحر والبرد، وأسماء الأمطار والثلج والسحاب والرعد والبرق والماء وغير ذلك.
ولم يصل إلينا الكتاب المخطوط كاملا فقامت بجمعه الدكتورة خديجة زبار الحمداني، الاستاذة في جامعة بغداد، وبالاشتراك مع الاستاذة نور عبد الكريم صبري من الجامعة العراقية، وهذا الكتاب هو جمع لما بقي منه.